# Henry Hyndman
Henry Mayers Hyndman (ur. 7 marca 1842 w Londynie, zm. 22 listopada 1921, tamże) – brytyjski działacz socjalistyczny, dziennikarz, pisarz polityczny, propagator marksizmu, także krykiecista, pionier brytyjskiego komunizmu.

## Życiorys
Urodził się w rodzinie, która dorobiła się majątku na handlu cukrem pochodzącym z Wysp Karaibskich. Uczył się w Eton College i Trinity College na Uniwersytecie Cambridge. Jako utalentowany krykiecista od 1864 do 1865 rozegrał 13 spotkań w pierwszoligowej drużynie hrabstwa Sussex. Hyndman odbył wiele podróży po Stanach Zjednoczonych, Europie i Azji, po czym podjął się pracy dziennikarza-komentatora „Pall Mall Gazette” (1871-1880). Radykalizmem socjalistycznym zainteresował się, słysząc o Komunie Paryskiej. Od 1872 kilkakrotnie spotykał się z Karolem Marksem i Fryderykiem Engelsem. Napisał książkę England for All (pol. Anglia dla wszystkich), w której przybliżył w znaczny sposób czytelnikom brytyjskim marksizm, jednak sam Karol Marks i Fryderyk Engels uznali to dzieło za plagiat, gdyż nie pojawiło się w niej nazwisko Marksa.
W 1881 był jednym z założycieli Federacji Demokratycznej, przekształcając ją w 1884 w Federację Socjaldemokratyczną – pionierski ruch komunistyczny. Zdolności oratorskie Hyndmana były jedną z głównych przyczyn pozyskania dla ruchu wielu zwolenników w Londynie od 1885 do 1889. Jego ruch nazwano „socjalizmem w cylindrach”. Fryderyk Engels i Liga Socjalistyczna pod wodzą Williama Morrisa odnosili się do koncepcji Hyndmana nieufnie. Od 1901 Hyndman za wszelką cenę zachowywał niezależność od ortodoksyjnego labourzystowskiego ruchu. Od 1911 działał w Brytyjskiej Partii Socjalistycznej. W 1916 założył Narodową Partię Socjalistyczną. Opowiedział się za udziałem Wielkiej Brytanii w I wojnie światowej – w 1914 poparł wojenny wysiłek aliantów. Od 1916 kierował grupą znajdującą się na marginesie – Partią Narodowosocjalistyczną. Według Alana Palmera Jego zdolności oratorskie i zręczność dziennikarska uczyniły zeń skutecznego, choć historycznie niedocenionego, propagatora wczesnego socjalizmu.